# Dianalund
Dianalund anhörenⓘ ist eine dänische Kleinstadt mit 4111 Einwohnern (1. Januar 2025) im Westen der Insel Seeland. Der Ort war Verwaltungssitz der ehemaligen Kommune Dianalund.

## Geografie
Dianalund liegt in der Kirchspielgemeinde Tersløse Sogn im Nordwesten der Sorø Kommune und ist die zweitgrößte Stadt der Kommune. Die Stadt Sorø liegt (Luftlinie) etwa 11 km südsüdöstlich, Slagelse befindet sich ca. 16 km südwestlich und Ringsted ist in südöstlicher Richtung 21 km entfernt.
Die Entfernung des Ortes zur Küste zum Großen Belt beträgt minimal 20 km. Dianalund befindet sich in flachem Terrain auf einer Höhe von etwa 25–40 m.o.h.

## Geschichte
Das Dorf wurde erstmals auf einer Karte von 1855 unter dem Namen Dianelund erwähnt.
Etwa 20 Personen bewohnten das Areal, bis dort 1900 ein Bahnhof gebaut wurde, welcher die Dörfer Niløse im Norden und Tersløse im Süden bedienen sollte. Durch die Anbindung an die private Høng-Tølløse Jernbane, die die Bahnstrecke Høng–Tølløse erbaute und am 22. Dezember 1901 einweihte, gewann das Dorf an regionaler Bedeutung und begann zu wachsen. Viele der neuen Bewohner des Ortes waren Angestellte des Epilepsie-Forschungszentrums namens Filadelfia, welches 1897 im heutigen Ostteil der Stadt gebaut wurde. Dianalund hatte 151 Einwohner im Jahre 1921, diese Zahl stieg auf 1988 im Jahre 1950.
Nach einer Verwaltungsreform 1966 wurde Dianalund Hauptort der neu gebildeten Dianalund Kommune und war die größte Stadt im Gemeindegebiet. 1970 hatte der Ort 2353 Einwohner. 1973 wurde eines der größten Einkaufszentren im Westen Seelands eröffnet.
Die Bahnstrecke Slagelse–Tølløse (Tølløsebanen) wird durch das 2015 durch mehrfache Fusionen entstandene Verkehrsunternehmen Lokaltog betrieben.

## Sehenswürdigkeiten
Die Filadelfia Kirke ist eine von vier Kirchen im Kirchspiel und die einzige im Siedlungsgebiet von Dianalund. Sie wurde 1911 im neuromanischen Stil errichtet und in den späten 60er Jahren innen vollständig restauriert.
Filadelfias Museum gehört zum Krankenhaus-Komplex im Nordosten der Stadt; die Ausstellung behandelt die Geschichte der medizinischen Behandlung von Epilepsie.

## Fotogalerie

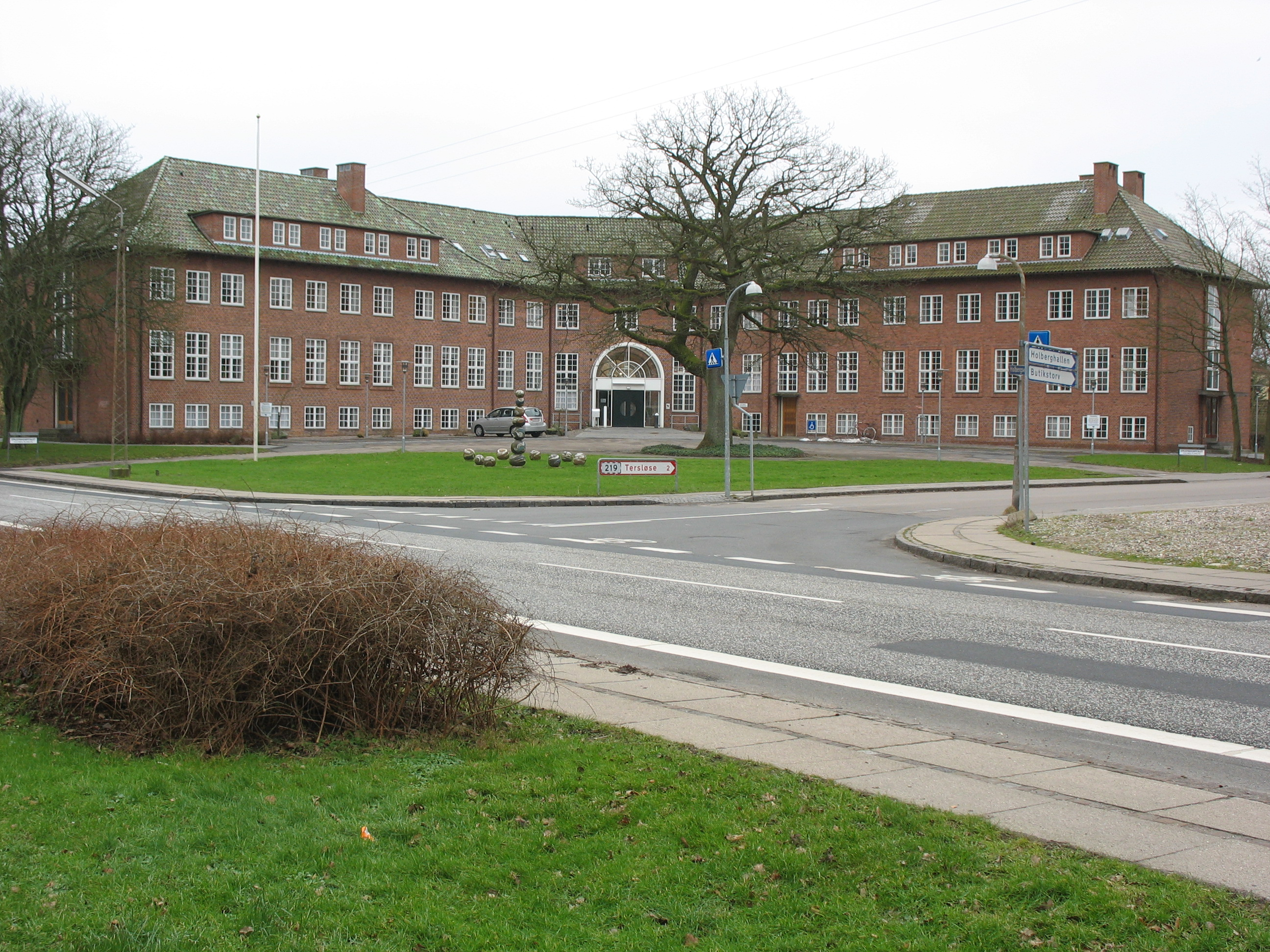
Epilepsie-Krankenhaus Filadelfia
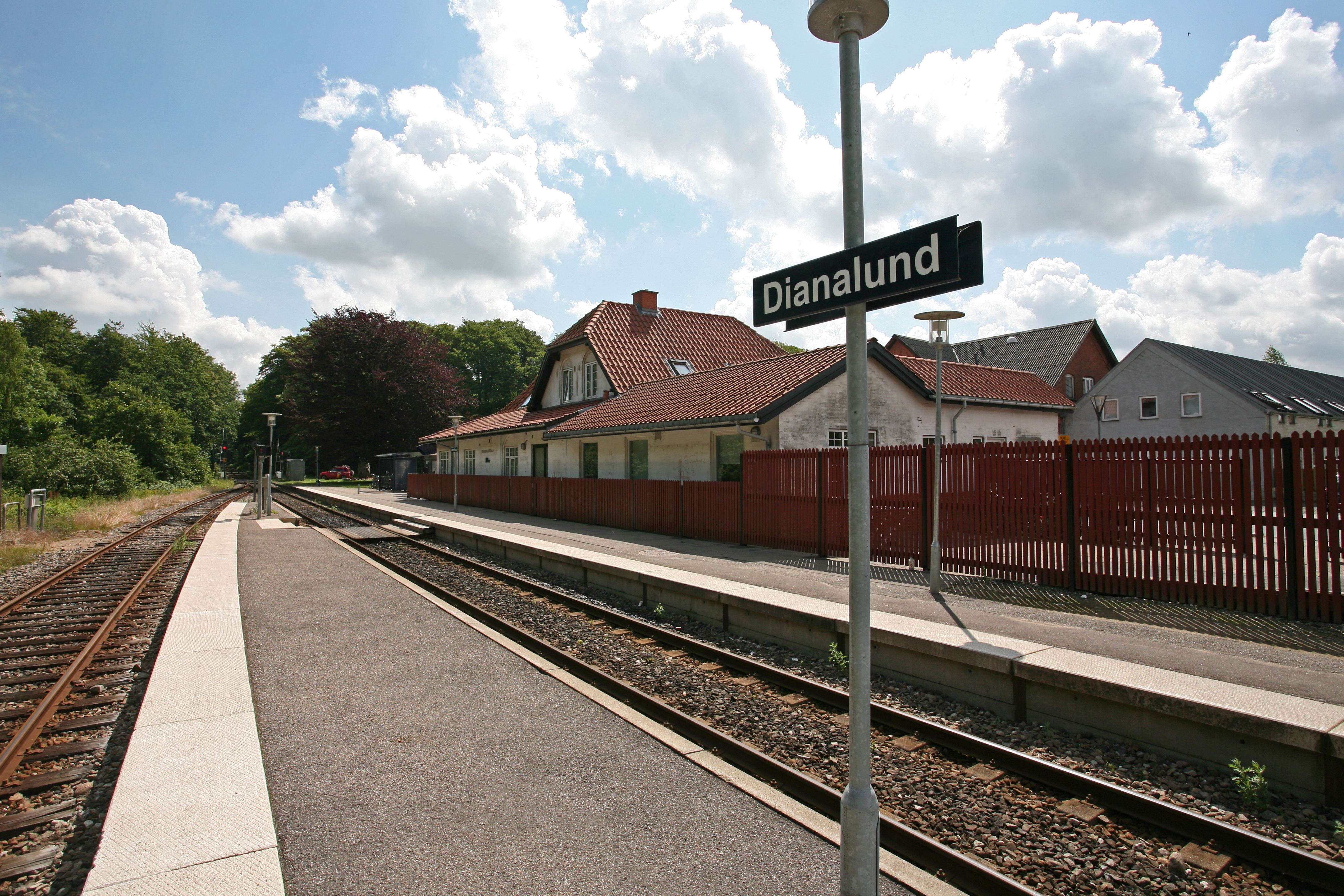
Bahnhof
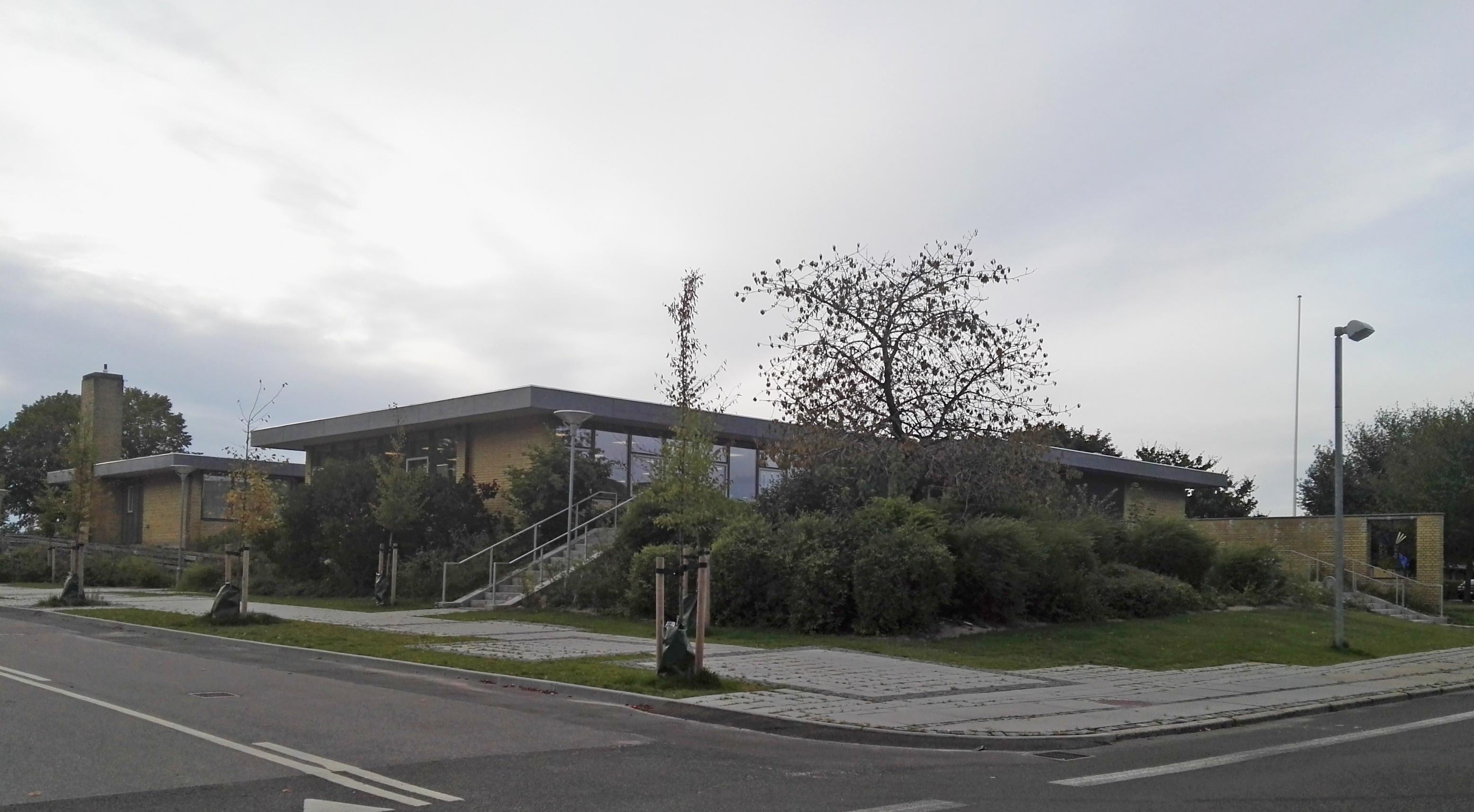
Altes Rathaus